# ای‌پی‌ال کورپوریشن
ای‌پی‌ال کورپوریشن (انگلیسی: APL Corporation) شرکت کشتیرانی آمریکایی سنگاپوری است، که در سال ۱۸۴۸ تأسیس شد.